# Цироза
Цирозата е автоимунно заболяване на черния дроб, при което част от клетките загиват, а на тяхно място започва разрастване на непълноценни във функционално отношение чернодробни клетки. Цирозата се причинява най-често от алкохолизъм или от някои други заболявания (хепатит B, хепатит C). Алкохолът причинява не само разграждане на черния дроб, но засилва и усложнява съществуващите по други причини чернодробни заболявания.

## Какво е цироза?
Терминът цироза произлиза от гръцкия термин scirrhus и се използва за описание на оранжевата или жълтеникавокафява повърхност на черния дроб.

### Увреждане на черния дроб
Хроничната инфекция хепатит С може да доведе до увреждане на черния дроб, чрез развитието на фиброзна (т.нар. цикатрикси или белези – scarring) тъкан в него. След години или десетилетия на инфекция чернодробната фиброза може да стане така обширна, че архитектурата на черния дроб да се промени в резултат на прекомерни „цикатрикси“, развитие на малки възли и промени в чернодробната тъкан. Това се нарича цироза. С развитието на цирозата, фиброзната тъкан (съединителната тъкан) замества здравите чернодробни клетки и способността на черния дроб да изпълнява своите функции е нарушена. Увреждането на черния дроб не е причинено пряко от вируса на хепатит С (HCV) – увреждането се причинява от имунната система, атакуваща и унищожаваща чернодробните клетки, в които се е настанил вирусът. Важно е да се знае, че мнозинството от хората с хепатит С не развиват цироза. Хепатит С е бавно прогресиращо заболяване и само около 10 – 25% от хората с хроничен хепатит С развиват цироза, но този процес обикновено отнема години или десетилетия. Поради това не може да се предскаже кой ще развие цироза и кой – не, така че е важно хората редовно да бъдат проследявани от техните лекари.
Хроничните заболявания на черния дроб и цирозата са 12-а водеща причина за смърт в САЩ. През 2004 г. броят на смъртните случаи от хронични заболявания на черния дроб и цироза е около 26 000. Хепатит С е най-честата причина за цироза в САЩ, следвана от алкохолното чернодробно заболяване. Други причини могат да са генетични нарушения, хепатит B, хепатит D, не-алкохолна чернодробна стеатоза (NAFLD), лекарства и токсини или други заболявания, или причини, неизброени по-горе. Стеатозата се очаква да бъде водещата причина за цироза през следващите десетилетия. Цирозата се разделя на две категории – компенсирана и декомпенсирана.

## Видове цироза
Цирозата се разделя на две категории – компенсирана и декомпенсирана.

### Компенсирана цироза
Компенсирана цироза означава, че черният дроб е силно фиброзирал (scarred; друг термин, който се използва е – цикатризирал), но все още може да изпълнява много от важните функции на тялото. Много хора с компенсирана цироза имат няколко или изобщо нямат симптоми и могат да живеят в продължение на много години без сериозни усложнения. Но е важно да се помни, че прогресията на HCV заболяването не е линейна, т.е процесът се ускорява с напредване на заболяването, така че е от решаващо значение за хората да предприемат необходимите стъпки, за да са сигурни, че получават подходящите медицински грижи, които могат да включват HCV терапия, за да се забави или спре развитието на болестта.

### Декомпенсирана цироза
Декомпенсирана цироза означава, че черният дроб е силно и обширно фиброзирал (scarred) и не може да функционира правилно. Хората с декомпенсирана цироза евентуално развиват много симптоми и застрашаващи живота усложнения.

## Симптоми и усложнения на декомпенсираната цироза
Пациентите с декомпенсирана цироза развиват разнообразни симптоми като умора, изтощение, загуба на апетит, гадене, жълтеница, загуба на тегло, стомашни болки, импотентност, разранявания, кръвоизливи, умствено понижаване и други опасни за живота симптоми. Ще се развият също и усложнения, защото черния дроб не е в състояние да изпълнява много функции.
- Усложненията могат да включват:

- Развиват се проблеми с кървенето (коагулопатия), тъй като черния дроб не е в състояние да произвежда съсирващи фактори. В допълнение, броя на тромбоцитите спада, поради разширения далак.
- С напредване на чернодробното заболяване се появява загуба на костна маса и плътност.
- Далакът складира червени и бели кръвни клетки и тромбоцити. Развива се разширен далак, дължащ се на принудителното нахлуване на кръв в него, когато се развие портална хипертония. Разширеният далак губи своята способност да съхранява червени и бели кръвни клетки и тромбоцити.
- Втвърдяване на черния дроб поради умиране на чернодробните клетки може да се установи при преглед.
- Увреденият черен дроб е неспособен да регулира произвеждането и разпределението на някои женски и мъжки хормони. При жените това може да предизвика нередовност в менструалния цикъл, а при мъжете гинекомастия (уголемяване на гърдите).
- Увреден психичен статус, дължащ се на редица фактори. Токсични вещества като амоняк, които обикновено се филтрират от черния дроб, достигат до мозъка. Симптоми на енцефалопатия, включващи промени в характера, промени в моделите на съня, агресивно поведение, мързеливи движения, сънливост, объркване, унес и кома.
- Може да се развие сърбеж (пруритус), който може да бъде омаломощяващ. Вярва се, че причината за сърбежа е намаляване или спиране на жлъчния поток, усложнен от жълтеницата.
- Бъбречната функция се влошава при човек с декомпенсирана цироза, което допринася за задържане на течности (асцит, едема) и различни бъбречни заболявания.
- Хората с хепатит С, които развият цироза са с повишен риск за чернодробен рак.
- Загуба на мускулна маса може да е резултат от неспособността на черния дроб да метаболизира белтъчини, което може да направи един човек с цироза по-податлив на костни фрактури.
- Фиброзната тъкан (scar tissue; друг термин, който може да се срещне, когато се говори за цироза е – цикатрикси) в черния дроб ограничава притока на кръв и води до портална хипертония, последица от която са усложнения като асцити, спонтанен бактериален перитонит, разширени вени (варици) и други потенциални усложнения.
- Спонтанният бактериален перитонит е състояние, причинено когато естествените бактерии на тялото навлязат в асцитната течност, причинявайки тежка инфекция.
- Вените в стомаха, хранопровода и ректума стават толкова опънати и разширени (поради порталната хипертония), че се развива състояние, наречено разширени вени (варици), което може да доведе до вътрешен кръвоизлив.
- Комбинация от фактори като портална хипертония, ниски нива на албумин и бъбречна дисфункция предизвикват задържане на течности в тялото. Асцит е натрупване на течност в коремната кухина. Едема е натрупване на течност в крайниците, особено в ходилата и краката.

## Лечение
Когато черния дроб напълно се увреди и не е в състояние да изпълнява своята работа, това се нарича краен етап на чернодробното заболяване. Целта при този етап е да се овладеят усложненията, дължащи се на влошаващата се работа на черния дроб. Като цяло антивирусното лечение не се препоръчва за хора с декомпенсирана цироза, защото HCV лечението може да ускори процеса на декомпенсация. Ако хората се лекуват с HCV лекарства на този етап, то е обикновено в трансплантационен център, където те внимателно могат да се следят. Резултатите от някои направени малки проучвания за лечение на хора с HCV, чакащи за чернодробна трансплантация, са имали умерен успех в постигането на траен вирусологичен отговор и даже известно подобрение на чернодробната функция. В допълнение, няколко проучвания са установили, че елиминирането на HCV преди чернодробна трансплантация предотвратява повторното инфектиране на дроба след трансплантацията. Понастоящем, единственото потенциално ефективно лечение при краен етап на чернодробно заболяване, е трансплантацията на черен дроб.